# Alfie Haaland
Alf-Inge Rasdal Håland (Bryne, 23 november 1972) is een voormalig Noors voetballer die doorgaans speelde als verdediger. Hij is de vader van Erling Braut Haaland.

## Clubcarrière
Haaland begon zijn carrière in Noorwegen bij Bryne FK, maar speelde jarenlang in Engeland, bij achtereenvolgens Nottingham Forest, Leeds United en Manchester City. Aanhoudend blessureleed dwong hem in 2003 zijn loopbaan te beëindigen, met als dieptepunt de blessure aan zijn rechterbeen in de wedstrijd tegen Manchester United toen Roy Keane, destijds de aanvoerder van Manchester United, een horror-tackle uitvoerde op Haaland. Hierdoor zette hij definitief een punt achter zijn carrière.

## Interlandcarrière
Onder leiding van bondscoach Egil "Drillo" Olsen maakte Håland zijn debuut voor het Noors voetbalelftal op 19 januari 1994 in het oefenduel tegen Costa Rica (0-0) in San Diego. Håland speelde in totaal 34 interlands en nam met zijn vaderland deel aan het WK voetbal 1994.